# وسام مهر
وسام مهر (بالفارسية: نشان مهر) هي إحدى أوسمة الشرف في إيران أنشأنها مجلس الوزراء الإيراني في تاريخ 13 سبتمبر 1994. وفقًا للمادة 18 من لائحة منح الأوسمة الحكومية في إيران، بالإضافة إلى حصول النساء على أوسمة أخرى، يُمنح وسام مهر للنساء اللاتي يقدمن أعمالًا جليلة في جمهورية إيران الإسلامية، ويُمنح الوسام بإحدى الطرق التالية:
1. المشاركة البنَّاءة والفعالة في الشؤون الاجتماعية والاقتصادية والسياسية
2. التعريف بنموذج المرأة المسلمة في المجتمع ومحاولة توضيح وتعزيز أسسها الفكرية والاجتماعية
3. عرض عملي لنموذج الأم أو الزوجة المثالية، وخاصةً بين الأمهات وزوجات الشهداء والمحاربين القدامى والباحثين الذين قدموا خدمات متميزة في المجالات الثقافية أو التعليمية أو البحثية بتفنن في الحفاظ على الأسرة وتعزيزها.
4. إظهار الكفاءة في الساحة الدولية بما يشرِّف الوطن ويُمثِّل المرأة في الجمهورية الإسلامية الإيرانية

## المستلمون
| # | اسم المستلم             | الوسام   | الدرجة  | المانح              | تاريخ المنح    |
| - | ----------------------- | -------- | ------- | ------------------- | -------------- |
| 1 | فاطمة نوري زاده         | وسام مهر | الثالثة | أكبر هاشمي رفسنجاني | 11 ديسمبر 1996 |
| 2 | منيجة جمشيدي فرد        | وسام مهر | الثالثة | أكبر هاشمي رفسنجاني | 11 ديسمبر 1996 |
| 3 | أشرف بوروجردي           | وسام مهر | الثالثة | محمد خاتمي          | 9 يناير 2003   |
| 4 | منيرة جورجي             | وسام مهر | الثالثة | محمد خاتمي          | 7 يونيو 2005   |
| 5 | فائزة عظيم زاده أردبيلي | وسام مهر | الثالثة | محمود أحمدي نجاد    | 24 ديسمبر 2011 |

## الأنواع
يحتوي وسام مهر على ثلاثة أنواع من الأوسمة: